# Деформаційний шов

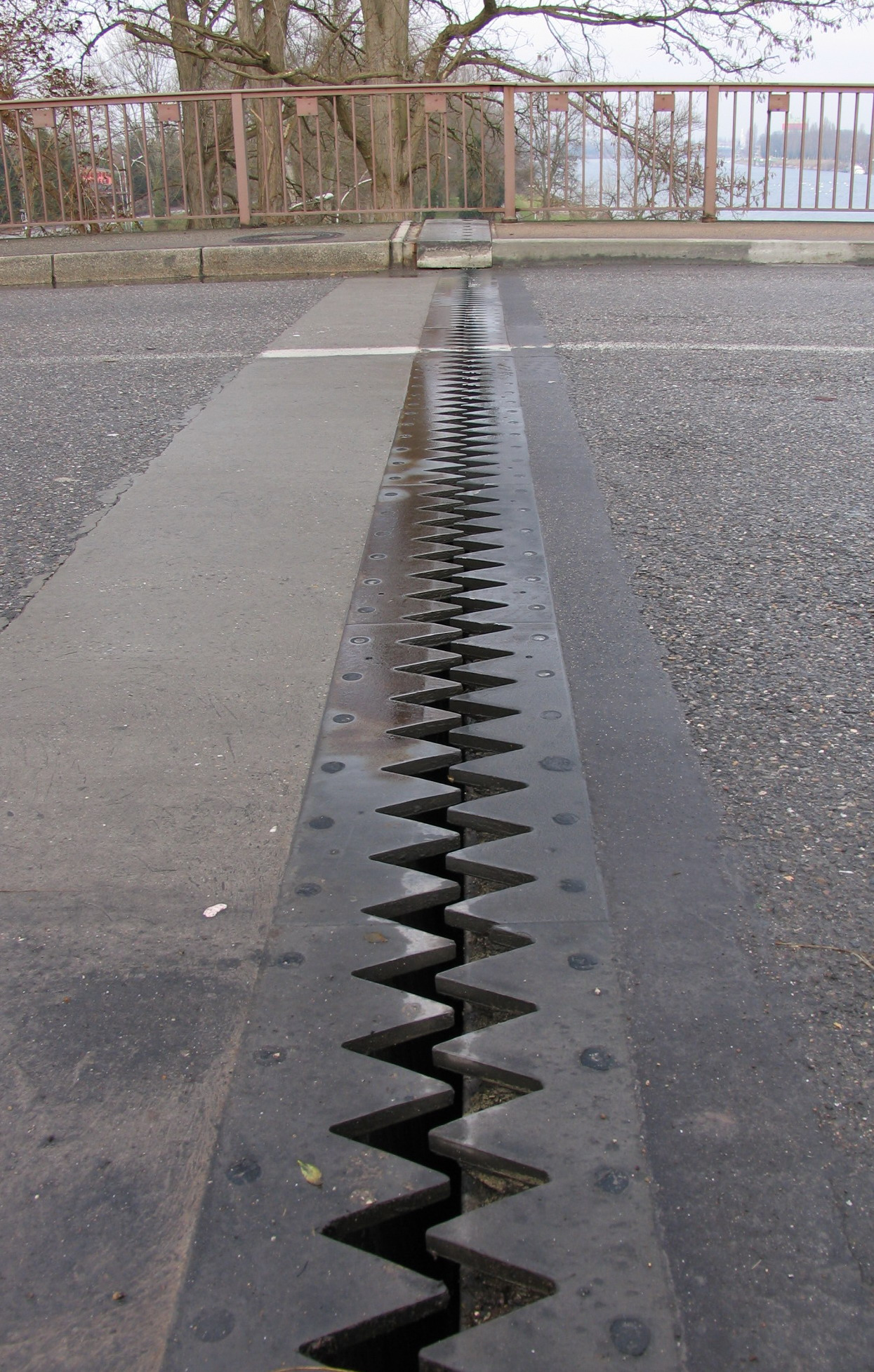
Компенсаційний шов у автомобільному мосту, який використовується для запобігання пошкодженню від теплового розширення.

Деформаційний шов також Компенсаційний шов — наскрізний вертикальний проріз у конструкціях, який допускає деформацію будівлі та зміщення окремих її частин під дією навантажень.
З метою герметизації заповнюється пружним ізоляційним матеріалом.
Залежно від призначення застосовують такі деформаційні шви: температурні, компенсаційні, осідальні, антисейсмічні та усадкові.
Температурні шви ділять будинок на відсіки від рівня землі до покрівлі включно, не зачіпаючи фундаменту, який, перебуваючи нижче рівня землі, відчуває температурні коливання меншою мірою і, отже, не піддається істотним деформаціям. Відстань між температурними швами приймають в залежності від матеріалу стін і розрахункової зимової температури району будівництва.
Ґрунти основи, розташовані безпосередньо під різними частинами будівлі, можуть сприймати різні навантаження. Нерівномірна деформація ґрунту може привести до появи тріщин в стінах та інших конструкціях будівлі. Іншою причиною нерівномірного осідання ґрунтів під основою споруди можуть бути відмінності в складі та структурі основи в межах площі забудови будинку. Тоді в будівлях значної протяжності навіть при однаковій кількості поверхів можуть з'явитися осідальні тріщини. Щоб уникнути появи небезпечних деформацій в будівлях влаштовують осідальні шви. Ці шви, на відміну від температурних, розрізають будівлі по всій їх висоті, включаючи фундаменти.
Усадкові шви роблять у стінах, що зводяться з монолітного бетону різних видів. Монолітні стіни при твердінні бетону зменшуються в об'ємі. Усадкові шви перешкоджають виникненню тріщин, що знижують опорну здатність стін. В процесі твердіння монолітних стін ширина усадкових швів збільшується; після закінчення усадки стін шви наглухо зашпакльовують.